# 濱口優
濱口優（日语：／ Hamaguchi Masaru，1972年1月29日—），出身于日本大阪府大阪市此花區；是好孩子（よゐこ）的其中一員，搭擋是有野晋哉。1990年入社，所屬經紀松竹藝能。
由於台灣國興衛視曾播出黃金傳說節目，因其熱血與豪邁的演出，在台灣也有一定人氣與知名度，成為熟知的搞笑藝人。

## 簡介
- 家族成員有祖母、父親、母親、二位弟弟，祖父是漁夫、祖母是海女。弟弟濱口秀二是演劇的演員，有演一部在地方深夜節目很有名的KBS京都の「谷口な夜」。
- 興趣是線上遊戲。自從松竹藝能的師弟搞笑團體アメリカザリガニ，送給濱口XBOX360之後濱口就愛上了玩線上遊戲。2007年的私人的東京遊戲秀，在舞台上被水橋博士發現他參加Halo 3藝人 VS 演員的比賽活動。
- 討厭香菸。將香菸的內容物更換成咖哩粉代替了菸絲來吸食。
- 愛車是標緻Peugeot 206。令人意外的是之前的車子是porsche 930型。
- 從小學以來一直在收集金肉人橡皮擦。CS特別針對「喔!這個企劃案」詳細的解說全系列418個身體。雖然無法想起電影超人原作的名字，但濱口發揮他的想像力當場隨便亂命名，讓平常對漫畫、卡通頗了解的有野露出吃驚的表情。
- 興趣是看成人影片，以前一週就買兩部成人影片，後來購入了50吋液晶電視還使用了衛星電視「SKY PerfecTV!」的付費頻道「櫻桃炸彈」(成人影片頻道名)，現在是24小時AV自由看。
- 沒看AV的時候，當眾說出妄想杉本彩的話。而且如果只有妄想並不構成犯罪。
- 濱口在共同演出的「イケ」時當眾聲明「如果演員界的黃帝是澤村一樹的話，那我就是搞笑界的黃帝。」
- 流行感也很好，但曾被岡村隆史認為「不擅於打扮」。並且也被叫做「自慰伯爵」。
- 被有野晋哉笑過幾次「會一直禿頭下去」濱口總是只有回瞪他。於是他跑去美容院做頭皮查詢，原來會掉髮的原因是毛孔阻塞，於是使用了化妝師所推薦一瓶一萬日圓的洗髮精，結果效果非常好，從一個毛孔只長一根頭髮到可以長三根頭髮，於是「毛髮叢生」的現象開始出現了。這件事情，濱口本人在MBSラジオ『ゴチャ・まぜっ!』（金スペ）的廣播節目中有談到，旁邊的成員伊崎右典(FLAME)說也僅僅只是頭髮開始增加而已。
- 本人長的和日本職棒「橫濱海灣之星」的二壘手仁志敏久有幾分神似，大家都說濱口是「不會打棒球的仁志」。同時，濱口和仁志敏久也是同屆的同學。
- 和晚輩藝人一同組成「松竹電影同好會」，大家開始以「隊長」稱呼他，欣賞的電影類型主要是動作片，幾乎不看愛情片。電影同好會的成員有：木下隆行（TKO）・平井善之（アメリカザリガニ）・Over Drive緒方・還有松竹藝能事務所的竹下經理。
- 在黃金傳說的清理垃圾屋企劃中，清理垃圾，瞭解並誠心幫助屋主。
- 在黃金傳說中，於青森縣大戶瀨漁港用一隻魚叉捕獲40kg的巨大章魚。
- 在黃金傳說中，他自己向節目主持人報名（不是被邀請的），曾經在2001年11月1日挑戰過一星期吃完1000個仙貝（日語：煎餅）的傳說，但最後卻在第825個時未在時間內完成而失敗。（該項傳說後來在2007年由小崇小敏兩人挑戰完成），該挑戰一個月（2001年12月27日）後，挑戰一星期吃完1000個乾貨的傳說，雖然在吃第153個時吃到牙齒掉了一顆，但最後還是成功達成傳說，在完成傳說時，他邊笑邊表示自己有點小感動，「不過只是吃完乾貨而已！」。

## 多佛爾海峽
「火焰大對抗」的企劃「橫越多佛爾海峽」，接受了正規的長泳訓練，擁有橫越多佛爾海峽的紀錄。

## 節約戰鬥時期
- 在『黃金傳說』中挑戰『一萬元過一個月的節約生活』單元中，成為固定班底。在節目上挑戰過10次，前9次均以失敗收場，最後的第10次從一開始一直都是吊車尾到最後以剩下736円終於得到冠軍。
- 第一次參加『一萬元過一個月的節約生活』單元時，第一餐卻沒有像其他藝人一樣節省，而是跑去吉野家買牛丼吃。
- 為了省錢時，會跑到海邊去捕魚，大概是遺傳到祖父、祖母的基因，所以潛水技術非常厲害，能在水裡捕撈到不少的魚，偶爾還會捕抓到章魚。
- 參加『一萬元過一個月的節約生活』時，為了省買雞蛋的錢，特地跑去買一隻母雞，還幫母雞命名為『しゃくれ』（戽斗），跟『しゃくれ』一起生活，『しゃくれ』下的每一顆蛋都是非常的珍貴，對節約生活很有幫助，濱口非常的疼愛『しゃくれ』（然而，有網友分析，濱口省下買雞蛋的錢，但花在戽斗的飼料500円就花的跟雞蛋差不多了，其實並沒有省到甚麼錢）。
- 在料理方面也非常豪邁，常常把捕來的漁獲直接放到油鍋裡炸，不加任何調味料。這也成為濱口自己獨特的料理方法。在處理食材、漁獲即興對話，這一特點也是濱口優在該單元中的特點，為他提升不少人氣。
- 在節約單元中，如果濱口有參與演出，收視率將會提升不少。

## 口頭禪
- 在『一萬元過一個月的節約生活』和『無人島0元生活』單元中，每每要是捕獲到魚類或章魚，上岸後一定會對著大海與天空大聲的喊「獲ったどー！」（抓到了！）。由於這樣的大聲呼喊，也得到不錯的迴響，頗受好評。
- 也喜歡在作料理時，邊作料理邊喊自己的名字「まさる！」。和搭擋有野晉哉一起烹煮食物時，也會要求搭擋跟他一起喊「まさる！」。之後在料理時一定必喊「まさる！」。
- 在作料理時，還會發揮想像力把食材或魚類，當成是外星人或對抗的對象，與它們對話，完全進入自己的世界，玩的不亦樂乎。

## 廣播節目
- オレたちヒーロー(我們是英雄)（2003年10月-2004年3月、MBSラジオ）
- ヤングパーク(年輕人公園)：
- ヤングパーク延長賽・トレン丼（2004年4月-9月、MBSラジオ）
- ヤングパーク延長賽・2時まで生風討論（2004年10月-2005年3月、MBSラジオ）
- シャカリキ!延長賽V3（2005年4月-9月、MBSラジオ）

## 電影
- 金槍魚的尾巴
- 釣魚迷日誌14~16 (2003~2005)
- 烏魯魯の森林物語 (2009)

## 動畫配音
- 天才?Dr.hamax (飾演Dr.hamax)
- クマのプー太郎 (飾演雙胞胎兄弟之ㄧ)
- 銀髮阿基德 （飾演凱音）
- 劇場版 七大罪 天空的囚人（飾演天翼人）
- 星光樂園(飾演常連のおじさん)
- 多美卡友情合體 Earth Granner（飾演馬赫轟的粉絲A、警察B）

## 連續劇
- 校園筆記 Campus Note (1996年 東京放送TBS 飾演-石橋友則)
- 新選組! (2004年 NHK大河劇 飾演-廣島藩役人)
- リアルシスター(Miranca 飾演-里見仁義)
- 還以為要死了?! (2007年版第9集「聲男」主演 日本電視台)
- 多米英雄援救武装 (TV TOKYO 飾演-夏目森博士之子)

## 個人創作作品
- 繪本『いぬとハナマン』

濱口的原創童話繪本，故事是描寫狗與外星人的滑稽故事。

## 遊戲軟體
- 「好孩子的搞笑之道～老爹尋找3丁目～」
- 「好孩子的無人島生活」

於 2008 年春季推出，改編自日本搞笑團體「好孩子」濱口優與有野晉哉主演的綜藝節目「好孩子的無人島0圓生活」，敘述兩人在無人島上求生的趣事。
遊戲中玩家將扮演濱口與有野，為了取得求生所須的物資以及棲身之所而奮戰，透過觸控筆來進行魚叉獵魚、料理食材、收集材料搭建小屋、對抗暴風雨的侵襲....等等。透過兩人面對求生考驗的種種無厘頭反應，讓玩家體驗如同電視節目原作般的搞笑趣味。另外，朝日電視台也為了濱口優推出許多周邊商品如扇子或筆記本與毛巾等。

## 得獎項目
- 1992年「第13回ABCお笑い新人グランプリ」審査員特別獎
- 1992年「第13回ABC搞笑新人最優秀獎」審査員特別獎
- 1992年「第27回OBC上方漫才コンテスト」新人獎勵獎
- 1992年「第27回OBC京都相聲競賽」新人獎勵獎
- 2005年雜誌「小學六年生」和「Yahoo」的詢問調查被選出了頭壞掉的藝人第1名。
- 2006年「小學六年生」，再次選出快要忘記作業的藝人第1名。

## 外部連結
- 濱口優的Instagram帳戶
- 濱口優と秘密基地的X（前Twitter）
- YouTube上的濱口優と秘密基地頻道
- YouTube上的おうちのまさる頻道